# Охана, Амир
Амир Охана (ивр. אמיר אוחנה‎; род. 15 марта 1976) — израильский политический и государственный деятель, депутат Кнессета от партии Ликуд, 12 июня 2019 года назначен на пост министра юстиции, с 17 мая 2020 по 13 июня 2021 года занимал пост министра внутренней безопасности.

## Биография
Живёт в Тель-Авиве. По профессии адвокат по уголовным делам. Майор резервистской службы ЦАХАЛ, бывший сотрудник ШАБАК. Владеет английским языком. Внутри своей партии возглавляет ЛГБТ-ячейку. Так как Охана правый, он ломает стереотип о преимущественно левых взглядах членов гей-сообщества, являясь первым правым депутатом-геем в парламенте страны. Сам Охана критиковал ЛГБТ-сообщество за подверженность этому стереотипу и призывал его «повзрослеть», объясняя свою веру в правильность создания ЛГБТ-ячейки в Ликуде. При этом левый Сионистский лагерь выражал надежду, что Охана будет поддерживать его инициативы в области защиты прав секс-меньшинств.
После землетрясения в Непале содействовал возвращению в Израиль находившихся в этой стране однополых пар. В Кнессете заменил ушедшего из-за секс-скандала Сильвана Шалома. Во время работы в парламенте Охана высказался за облегчение контроля за ношением оружия, чтобы израильтяне могли защитить себя от палестинских террористов. Однако арабские СМИ, критикуя эту инициативу, исказили его высказывания и заодно «произвели» в министры.

## Личная жизнь
Открытый гей. Имеет супруга и воспитывает двоих детей, сына и дочь, которых родила суррогатная мать из США.